# Coprotus glaucellus
Coprotus glaucellus är en svampart som först beskrevs av Rehm, och fick sitt nu gällande namn av Kimbr. 1967. Coprotus glaucellus ingår i släktet Coprotus och familjen Thelebolaceae.   Inga underarter finns listade i Catalogue of Life.